# Максимов, Лев Георгиевич
Лев Георгиевич Максимов — советский хозяйственный и политический деятель.

## Биография
Родился в 1929 году в Туле. Член КПСС.
Окончил Минский юридический институт.
В 1952—1959 гг. — инструктор, заместитель заведующего отделом Минского обкома ЛКСМБ, секретарь, второй, первый секретарь Минского городского комитета ЛКСМБ, заместитель заведующего отделом комсомольских органов по союзным республикам в ЦК ВЛКСМ.
В 1959—1964 гг. — первый секретарь ЦК ЛКСМ Белоруссии.
В 1964—1967 гг. — заместитель прокурора, прокурор Белорусской ССР.
В 1967—1970 гг. — начальник Управления книжной торговли Государственного Комитета Совета Министров БССР по печати.
В 1970—1980 гг. — председатель Государственного Комитета БССР по профессионально — техническому образованию.
В 1980—1991 гг. — управляющий делами Совета Министров БССР.
В 1991—1994 гг. — научный сотрудник Академии наук Белоруссии.
В 1994—1999 гг. — заместитель декана и заведующий кафедрой правоведения Белорусского коммерческого университета управления.
Избирался депутатом Верховного Совета Белорусской ССР 5-11-го созывов. Делегат XXII съезда КПСС.
Умер в 1999 году в Минске.

## Награды
- Орден Трудового Красного Знамени
- Орден Знак Почёта (дважды)